# 940-es busz (Pécs)
A pécsi 940-es jelzésű autóbusz egy éjszakai autóbuszvonal, a járatok jelenleg a Főpályaudvar – Szamárkút – Ledina – Kórház útvonalon közlekednek. A korábbi (0.15) járat csak odafele közlekedik, és Búza tér után csak leszállás céljából áll meg. A későbbi (2.35) járat odafele a 40-es járat útvonalán áll csak meg, Szamárkút felé csak visszafelé tér be.

## Története
1978-ban a Kossuth tér és Ezeréves között 3 pár éjszakai járat közlekedett (00.45, 01.45, 03.10 illetve 01.05 02.05 03.30 indulással), Szamárkút és Kossuth tér között pedig egy (4.05 indulással). 1987-ben két, a jelenlegihez hasonló járat közlekedett: 0.50-es indulással Konzum–Szamárkút–Lámpásvölgy–Gesztenyés–Konzum vonalon, 3.00-kor pedig ugyanezen a körön járt, csak fordítva.
A 914-es járat 2008-ban a 48-as tér – Ágoston tér – Gesztenyés útvonalon közlekedett, 2009-től csak a Kórházig közlekedik. 2010-től járt Szamárkút betéréssel, és utána a Felsővámház utca – Vadász utca útvonalon. 2011. január 2-ától csak az Engel János útig közlekedett.
A 924-es busz 2008-2009-ben Gesztenyés – Szamárkút – Ágoston tér – Autóbusz-állomás útvonalon közlekedett, 2009–2013-ban Kórház – Szamárkút – Ágoston tér – Autóbusz-állomás vonalon.
2013. június 17. óta közlekednek 940-es jelzéssel.

## Útvonala
| Főpályaudvar – Kórház |
| --- |
| Főpályaudvar – Indóház tér – Szabadság utca – Rákóczi út – Zsolnay Vilmos út – Lánc utca – Alsó havi utca – Ady Endre utca – Wass Albert utca – Ady Endre utca – Alsó havi utca – Király utca – Felső vámház utca – Vadász utca – Engel János József utca – Hársfa út – Rákos Lajos utca – Pécsbányatelepi út – Kórház |

## Megállóhelyei
| 940 (Főpályaudvar – Kórház)                                                                       |                             |          |                              |                                                                         |
| Perc (↓)                                                                                          | Megállóhely                 | Perc (↑) | Átszállási kapcsolatok       | Létesítmények                                                           |
| 0                                                                                                 | Főpályaudvar végállomás     | 27       | 913, 932, 973 · Főpályaudvar | Vasútállomás, MÁV Területi Igazgatósága, Autóbusz-állomás               |
| 1                                                                                                 | Zsolnay-szobor              | 25       | 2, 2A, 932, 973              | Postapalota, OTP, ÁNTSZ, Megyei Bíróság, Zsolnay-szobor                 |
| 3                                                                                                 | Árkád                       | 24       | 2, 2A, 913, 932, 973         | Árkád, Kossuth tér, Konzum áruház, Anyakönyvi Önkormányzat, APEH, Skála |
| 5                                                                                                 | Búza tér végállomás         | 22       |                              |                                                                         |
| A 0.15-ös járat innen utazási igény esetén Szamárkút, Ledina és Gesztenyés felé továbbközlekedik. |                             |          |                              |                                                                         |
| ∫                                                                                                 | Ágoston tér                 | 21       |                              |                                                                         |
| ∫                                                                                                 | Sándor utca                 | 20       |                              |                                                                         |
| ∫                                                                                                 | Erzsébettelep               | 19       |                              |                                                                         |
| ∫                                                                                                 | Mészégető                   | 18       |                              |                                                                         |
| ∫                                                                                                 | Szamárkút                   | 17       |                              |                                                                         |
| 6                                                                                                 | Major utca                  | 12       |                              |                                                                         |
| 7                                                                                                 | Bóbita Bábszínház           | 11       |                              |                                                                         |
| 8                                                                                                 | Ledina                      | 10       |                              |                                                                         |
| 9                                                                                                 | Pósa Lajos utca             | 9        |                              |                                                                         |
| 10                                                                                                | Engel János József utca     | 8        |                              |                                                                         |
| 11                                                                                                | Református Gimnázium        | 7        |                              |                                                                         |
| 12                                                                                                | Bittner Alajos utca         | 6        |                              |                                                                         |
| 13                                                                                                | Nagymeszes                  | 5        |                              |                                                                         |
| 14                                                                                                | Háromhíd                    | 4        |                              |                                                                         |
| 15                                                                                                | Malom                       | 3        |                              |                                                                         |
| 16                                                                                                | Selmecz utca                | 2        |                              |                                                                         |
| 17                                                                                                | Széchenyi-akna              | 1        |                              |                                                                         |
| 18                                                                                                | Kórház vonalközi végállomás | 0        |                              |                                                                         |